# Crisler Center
Le Crisler Center est une salle omnisports située sur le campus de l'Université du Michigan à Ann Arbor dans le Michigan.
C'est le domicile des équipes masculine et féminine de basket-ball de l'université (Wolverines du Michigan). 

## Histoire
Le 10 décembre 1971, l'enceinte fut l'hôte du « John Sinclair Freedom Rally ». En protestation de l'arrestation de John Sinclair, condamné à une peine de 10 ans de prison en 1969 après avoir donné deux joints de marijuana à un policier de la brigade des stupéfiants américaine sous couverture. Le mouvement rassembla les plus grandes figures de la gauche, notamment les musiciens de pop John Lennon, Stevie Wonder et Bob Seger, des artistes de jazz comme Archie Shepp, Roswell Rudd, et les poètes activistes Allen Ginsberg, Jerry Rubin et Bobby Seale.